# Pranas Eidukevičius
Pranas Eidukevičius (ur. 7 października 1869 w Wierzbołowie (Virbalis) w ówczesnej guberni suwalskiej, zm. 7 marca 1926 w Moskwie) – litewski polityk, rewolucjonista.

## Życiorys
Działacz Socjaldemokratycznej Partii Litwy, 1906-1918 członek jej KC. W 1913 aresztowany i wydalony za granicę do USA, 1915-1918 był przewodniczącym Centralnego Biura Związków Zawodowych w Wilnie. Od maja 1918 prowadził działalność podziemną w Wilnie, 1918 wstąpił do RKP(b), od 3 października 1918 do 4 marca 1919 członek KC KPL, od 4 października do grudnia 1918 przewodniczący KC KPL, od grudnia 1918 do 1919 przewodniczący prezydium Wileńskiej Rady Delegatów Robotniczych. Po niepowodzeniu próby komunizacji Litwy przeniósł się do Rosji sowieckiej, gdzie 1920-1921 był szefem Oddziału XIII Specjalnego Wydziału Specjalnego Czeki przy Radzie Komisarzy Ludowych RFSRR. Pochowany na Cmentarzu Nowodziewiczym w Moskwie.